# 臺灣省博覽會
臺灣省博覽會，由臺灣省政府於1948年10月20日至12月5日間在台北市舉辦的大型宣傳活動，是自1935年日治時期始政四十周年紀念台灣博覽會之後，在台灣第二次舉辦的博覽會。在二二八事件平息後舉辦，用於宣揚中華民國政府在台灣的建設成果。

## 歷史
1935年，台灣總督府在台北市舉辦了始政四十周年紀念台灣博覽會，是台灣首次舉辦的大型博覽會。1945年，第二次世界大戰結束，台灣被移交給中華民國政府，台灣省行政長官公署接管台灣。1947年爆發二二八事件後，台灣省行政長官公署改制為台灣省政府。台灣省主席魏道明為了安定民心，於當年10月25日舉辦光復兩周年紀念會，安排展覽攤位與表演活動。
1948年1月，為了當年4月國民大會在南京市召開，台灣省政府原定規劃同步舉辦台灣省產業展覽會，但因為國共內戰擴大，經費短缺，無法舉行。同年底十月，為紀念台灣光復三周年，台灣省政府將台灣省產業展覽會計劃改變為舉辦台灣省博覽會，於10月20日在台北市開幕，共舉辦六週。
台灣省博覽會共有五個會場，主會場在省政府大廈（今中華民國總統府）內，其他四個會場在周邊地區。除了有展品陳設和商品販售之外，還有話劇、戲劇、舞蹈、歌舞、歌仔戲、音樂演奏會等表演節目，以及各式競賽，讓民眾參與。